# Vlag van Bunnik

Vlag van de gemeente Bunnik

De vlag van Bunnik is op 15 augustus 1974 vastgesteld als de gemeentelijke vlag van de Utrechtse gemeente Bunnik. De vlag kan als volgt worden beschreven:
Drie banen in de kleuren groen, wit en groen met een hoogteverhouding van 2:1:2; de witte baan is viermaal gegolfd.
De kleuren in de golvende banen stellen de Kromme Rijn voor door het groene landschap. De vlag heeft verder geen historische achtergrond en geen relatie met het wapen van Bunnik. Voor een Nederlandse gemeentevlag is het ongebruikelijk dat kleuren en symbolen beide afwijken van zowel het gemeentewapen als van historisch gevoerde vlaggen.
Amersfoort 
· Baarn 
· Bunnik 
· Bunschoten 
· De Bilt 
· De Ronde Venen 
· Eemnes 
· Houten 
· IJsselstein 
· Leusden 
· Lopik 
· Montfoort 
· Nieuwegein 
· Oudewater 
· Renswoude 
· Rhenen 
· Soest 
· Stichtse Vecht 
· Utrecht  
· Utrechtse Heuvelrug 
· Veenendaal 
· Vijfheerenlanden 
· Wijk bij Duurstede 
· Woerden 
· Woudenberg 
· Zeist